# Beata Szalwinska

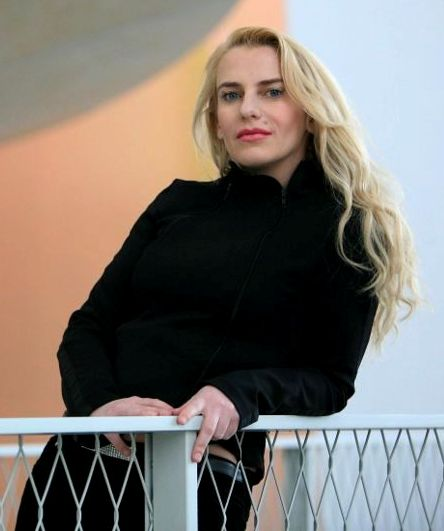
Beata Szalwinska (2006)

Beata Szalwinska (* 1966 in Warschau) ist eine polnische Konzertpianistin.

## Leben
Szalwinska besuchte in Warschau die Emil Mlynarski-Musikschule und die weiterführende Józef Elsner Schule. Sie setzte ihre Studien an der Frederic Chopin Akademie fort und schloss mit dem Master-of-Arts-Titel ab. Mit einem Stipendium der französischen Regierung verbrachte sie zwei Jahre (1992–1994) in Paris an der École Normale de Musique A. Cortot und am Musikkonservatorium Olivier Messiaen.
Sie ist durch ihre internationale Konzerttätigkeit als Solistin und als Mitwirkende in verschiedenen Musikensembles bekannt. Szalwinska ist außerdem Mitglied des luxemburgischen Quintetts Aconcagua, das international auftritt und auf die Interpretation des Tango-Repertoires des Komponisten Astor Piazzolla spezialisiert ist. Sie lehrte Klavier am luxemburgischen Conservatoire de Musique du Nord in Diekirch.